# Dème de Ktiménia
Le dème de Ktiménia, en grec moderne : Δήμος Κτημενίων / Dímos Ktimeníon, est un ancien dème du district régional de l'Eurytanie, en Grèce-Centrale. Depuis 2010, il est fusionné au sein du dème de Karpenísi.
Selon le recensement de 2011, la population du dème compte 547 habitants.